# Alosa alosa
Alosa alosa és una espècie de peix de la família dels clupeids i de l'ordre dels clupeïformes.

## Morfologia
- Els mascles poden assolir 83 cm de llargària total i 4 kg de pes.[2]
- Nombre de vèrtebres: 57-58.[3][4]

## Reproducció
Entra als rius per fresar al mes de maig, normalment a la nit i on el corrent és ràpid.

## Alimentació
Menja una àmplia gamma de crustacis planctònics. Els adults més grossos també es nodreixen de bancs de peixets.

## Distribució geogràfica
Es troba a l'Atlàntic oriental (des de Bergen -Noruega- fins al nord de Mauritània). També és present a l'oest de la Mediterrània i a l'oest de la mar Bàltica.

## Longevitat
Pot arribar a viure 10 anys.

## Ús comercial
Es comercialitza fresc i congelat per a ésser enfornat, fregit, rostit i saltejat.